# 1956년 하계 올림픽 다이빙
제16회 하계 올림픽 다이빙 경기는 1956년 오스트레일리아 멜버른에서 열렸다. 